# Jean-Luc Crucke
Jean-Luc Crucke (ur. 29 października 1962 w Ronse) – belgijski i waloński polityk, prawnik oraz samorządowiec, parlamentarzysta, w latach 2017–2022 minister w rządzie regionalnym, od 2025 minister w rządzie federalnym.

## Życiorys
W 1986 ukończył studia prawnicze na Uniwersytecie w Liège. Podjął praktykę w zawodzie adwokata w miejscowości Frasnes-lez-Anvaing. Zaangażował się w działalność polityczną w ramach Partii Reformatorsko-Liberalnej, zastąpionej później przez federacyjny Ruch Reformatorski. Był m.in. przewodniczącym partyjnej młodzieżówki (1990–1991). W 1988 został radnym gminy Frasnes-lez-Anvaing, w 1989 wszedł w skład jej władz wykonawczych, a w latach 1997–2018 sprawował urząd burmistrza. W 2004 oraz w latach 2007–2009 zasiadał w Izbie Reprezentantów. Od 2004 do 2007 po raz pierwszy wykonywał mandat posła do Parlamentu Walońskiego. Powrócił do tego gremium w 2009, utrzymując mandat w kolejnych wyborach w 2014 i 2019. W 2017 wszedł w skład rządu Regionu Walońskiego, powierzono mu m.in. sprawy budżetu i finansów. Odpowiadał za te kwestie również w kolejnym gabinecie utworzonym w 2019. Zrezygnował z tej funkcji w styczniu 2022, krytykując działania swojej formacji. W 2023 przeszedł do ugrupowania Les Engagés. W 2024 z jego ramienia uzyskał mandat posła do niższej izby belgijskiego parlamentu.
W lutym 2025 wszedł w skład nowego rządu federalnego, na czele którego stanął Bart De Wever; powierzono mu w nim funkcję ministra mobilności, klimatu i tranzycji ekologicznej.